# Transgenderwet (Nederland)
Met de transgenderwet wordt artikel 28 van boek 1 van het Nederlandse Burgerlijk Wetboek bedoeld. Dit wetsartikel bepaalt de voorwaarden en mogelijkheden voor transgender personen om hun juridische geslacht te laten veranderen. Het artikel is in 1984 ingevoerd en is in 2001 en 2014 aangepast.

## Tijdlijn

### 1984: Introductie
In 1984 werd de eerste aanpassing aan het Burgerlijk Wetboek gemaakt die juridische geslachtswijziging in Nederland mogelijk maakt. Dit ging via een verzoek aan de rechtbank, en hiervoor werden twee voorwaarden gesteld:
a. dat de verzoekende niet gehuwd was;
b. dat de verzoekende niet meer vruchtbaar was, dan wel permanent onvermogend om kinderen te verwekken, dan wel te baren, afhankelijk van het geboortegeslacht.
Verder werd in de wet geëist dat voor de aanpassing van het geslacht de verzoekende, voor zo ver als medisch en psychologisch mogelijk, al aangepast was aan het verlangde geslacht.

### 2001: Eerste wijziging
In 2001 werd de vereiste om ongehuwd te zijn geschrapt; de vereiste van onvruchtbaarheid bleef bestaan.  Deze wijziging vond plaats in verband met de openstelling van het huwelijk in ditzelfde jaar.

### 2014: Tweede wijziging
In 2014 is ook de vereiste om gesteriliseerd te zijn komen te vervallen.

### 2020: Excuses
Het Transgendercollectief stelde in 2019 de Staat aansprakelijk voor de schade die de wettelijke sterilisatieplicht veroorzaakt had. In 2020 boden ministers Dekker (Rechtsbescherming) en Van Engelshoven (Emancipatie) officieel excuses aan waarbij zij de sterilisatieverplichting een inbreuk op de lichamelijke integriteit noemden die vandaag de dag eigenlijk onvoorstelbaar is. Zij erkenden dat de sterilisatieplicht groot leed heeft toegebracht. Zij stelden ook een financiële tegemoetkoming voor waar iedereen recht op heeft die tussen 1985 (toen het in 1984 geïntroduceerde wetsartikel van kracht werd) en 2014 verplicht gesteriliseerd is in het kader van een gendertransitie.

### 2021-2024: Nieuw wijzigingsvoorstel
Naar aanleiding van een breedgedragen evaluatie van de Transgenderwet van 2014 is er in 2021 door minister Dekker (Rechtsbescherming) een nieuw wijzigingsvoorstel ingediend. Met dit voorstel zou de eis van een zogenaamde deskundigenverklaring komen te vervallen, en zou de aanvraag bij de ambtenaar van de burgerlijke stand in de huidige woongemeente gedaan kunnen worden in plaats van dat de wijziging in hun geboortegemeente aangevraagd moet worden.
Het wijzigingsvoorstel werd in september 2023 controversieel verklaard, en in april 2024 dienden NSC en SGP een motie in om het wijzigingsvoorstel in te trekken, tegen de zin van de toenmalig minister voor Rechtsbescherming Weerwind in, die eerst een officiële behandeling in de kamer wilde afwachten en de motie dan ook niet uitvoerde. In 2025 was het wijzigingsvoorstel nog steeds niet behandeld in de kamer. Na de val van het kabinet-Schoof in juni 2025 kwam er wederom een motie om het wijzigingsvoorstel in te trekken, dit keer van SGP, JA21 en FvD. De motie werd gesteund door NSC, PVV en BBB en werd gehonoreerd door staatssecretaris Struycken (Rechtsbescherming).